# Idioma protokartveliano
El Idioma proto-kartveliano o Idioma común kartveliano es una protolengua o ancestro común hipotéticamente reconstruido de las lenguas caucásicas meridionales (kartvelianas) del Cáucaso, que a través del cambio lingüístico se diversificó dando lugar a los modernos kartvelianos.
La existencia de este idioma está ampliamente aceptada por los especialistas en lingüística, que han reconstruido a grandes rasgos el idioma, comparando entre sí los idiomas kartvelianos existentes.

## Influencias
Los patrones apofónicos del protokartveliano eran muy similares a las lenguas indoeuropeas, y es ampliamente aceptado que en esta se generó a través de la interacción del protokartveliano con el indoeuropeo en tiempos recientes. Esto se ve reforzado por un gran número de palabras prestadas del indoeuropeo, tales como el protokartveliano *m̥ḳerd (pecho), con obvia relación con el indoeuropeo *ḱerd (corazón).

## Relación con las lenguas derivadas
Los modernos descendientes del protokartveliano son el georgiano, mingreliano, laz y esvano. De estos, el mingreliano y el laz son similares, y frecuentemente se les considera dialectos de la misma lengua, llamada zan o mingrelo-laz. Los patrones apofónicos del protokartveliano están mejor preservados en el georgiano, y particularmente en el esvano, que en el mingreliano o el laz, en cuyas nuevas formas se ha establecido el mantenimiento de una vocal estable por cada elemento de la palabra.
El sistema de pronombres del protokartveliano es distinto en cuanto a su categoría de inclusivo-exclusivo (por ello, hay dos formas de pronombre "nosotros": uno que incluye al que escucha y otro que no). Esto ha sobrevivido en el esvano pero no en las otras lenguas. El esvano también comprende formas arcaicas de la época protokartveliana, por lo que se piensa que el esvano rompió con el protokartveliano en un estadio relativamente inicial: posteriormente el protokartveliano se dividió en georgiano y mingrelo-laz.

## Descripción lingüística

### Fonología
El inventario de vocales hipotéticamente reconstruido viene dado por:
|            | Anterior   | Anterior | Posterior  | Posterior  | Posterior | Posterior |
| no-redond. | no-redond. | Anterior | redondeada | redondeada |           |           |
| ---------- | ---------- | -------- | ---------- | ---------- | --------- | --------- |
| breve      | larga      | breve    | larga      | breve      | larga     |           |
| Cerrada    | (*i)       |          |            |            | (*u)      |           |
| Media      | *e         | *ē       |            |            | *o        | *ō        |
| Abierta    |            |          | *ɑ         | *ā         |           |           |

Por su parte el inventario consonántico ha sido reconstruido como:
|             |             | Labial    | Dental    | Denti-alveolar | Alveolar | Alveolar | Velar     | Uvular | Glotal |
| central     | lateral     | Labial    | Dental    | Denti-alveolar |          |          | Velar     | Uvular | Glotal |
| ----------- | ----------- | --------- | --------- | -------------- | -------- | -------- | --------- | ------ | ------ |
| Nasal       | Nasal       | *m        | *n        |                |          |          |           |        |        |
| Oclusiva    | sonora      | *b        | *d        |                |          |          | *g        |        |        |
| Oclusiva    | sorda       | *p        | *t        |                |          |          | *k        | *q     |        |
| Oclusiva    | eyectiva    | *ṗ (= pʼ) | *ṭ (= tʼ) |                |          |          | *ḳ (= kʼ) | *qʼ    |        |
| Africada    | sonora      |           | ʒ [dz͡]    | ʒ₁ [dʐ͡]        | ǯ [dʒ͡]   |          |           |        |        |
| Africada    | sorda       |           | c [ts͡]    | c₁ [tʂ͡]        | č [tʃ ͡]  |          |           |        |        |
| Africada    | eyectiva    |           | ċ [ts͡ʼ]   | ċ₁ [tʂ͡ʼ]       | čʼ [tʃʼ͡] | ɬʼ [tɬ͡ʼ] |           |        |        |
| Fricativa   | sorda       |           | s [s]     | s₁ [ʂ]         | š [ ʃ ]  | lʿ [ɬ]   | x [x]     | x [x]  | h [h]  |
| Fricativa   | sonora      |           | z [z]     | z₁ [ʐ]         | ž [ʒ]    |          | ɣ [ɣ]     | ɣ [ɣ]  |        |
| Rótica      | Rótica      |           |           |                | r [r]    |          |           |        |        |
| Aproximante | Aproximante | w [w]     | l [l]     |                | y [j](?) |          |           |        |        |